# 黑家堡镇
黑家堡镇，是中华人民共和国陕西省延安市延长县下辖的一个乡镇级行政单位。

## 行政区划
黑家堡镇下辖以下地区：
黑家堡村、胡家村、白家角村、瓦村、糜草洼村、贺家沟村、中村、康家坪村、西赵家塬村、葛家圪台村、彭家圪台村、麻池河村、张家塬村、李家湾村、泥河口村、罗家圪台村、马家沟村、杨家湾村、康家沟村、孙吉屯村、张罗沟村、高花河村和安家渠村。